# Euphorbia marreroi
Euphorbia marreroi là một loài thực vật có hoa trong họ Đại kích. Loài này được Molero & Rovira mô tả khoa học đầu tiên năm 2005.